# Anton Künzli
Anton Künzli (* 27. Oktober 1771 in Winterthur; † 24. März 1852 ebenda), auch Antonius Künzli genannt, war ein Schweizer Politiker und Stadtpräsident von Winterthur.
Anton Künzli war der Sohn des Stadtarztes von Winterthur. Nach der Ausbildung zum Apotheker arbeitete er zuerst in diesem Beruf. 1806 wurde er Bezirksrichter. 1820 leitete er die Aufstellung der Stadtbeleuchtung in Winterthur. Von 1820 bis 1824 gehörte er dem Amtsgericht an. Danach wirkte er über 25 Jahre, von 1824 bis 1851, als Stadtpräsident von Winterthur. In den Jahren 1827 bis 1832, als er abgewählt wurde, und erneut von 1842 bis 1851 war er im Zürcher Kantonsrat.
Künzli war Oberstleutnant der Schweizer Armee.

## Werke
- Verzeichnis der Winterthurer Bürger (ohne Jahrgang, Stadtbibliothek Winterthur)